# Schneepflug der Straßenbahn Timișoara

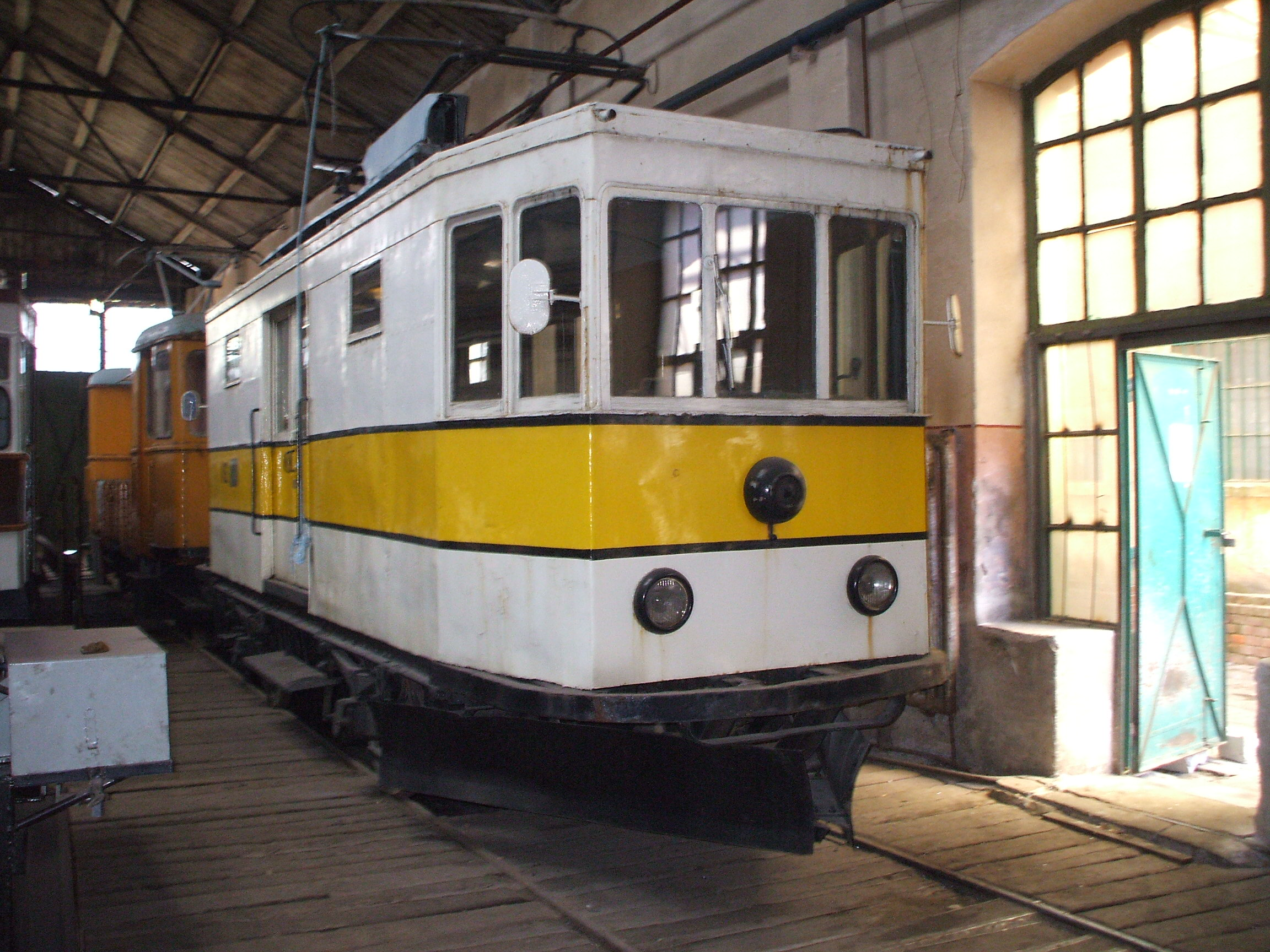
Der Schneepflug im Jahr 2007

Der Schneepflug der Straßenbahn Timișoara ist ein 1925 gebauter Arbeitswagen des genannten Straßenbahnbetriebs. Der zweiachsige Triebwagen mit Holzaufbau ist 7640 Millimeter lang, die Motorleistung des normalspurigen Zweirichtungsfahrzeugs beträgt 36 Kilowatt. Die Plattformen sind gänzlich verschlossen, der Zugang erfolgt ausschließlich über die auf beiden Seiten vorhandenen doppelten Schiebetüren. Als ältester im Originalzustand erhaltener Motorwagen der Straßenbahn Timișoara gilt er als bewegliches Kulturgut und ist in der entsprechenden Liste als nationales Kulturerbe aufgeführt.

## Geschichte
Der Schneepflug entstand als Eigenbau der damals noch Tramvaiele Comunale Timișoara (T.C.T.) genannten Straßenbahngesellschaft. Seine elektrische Ausrüstung erhielt er dabei gebraucht von einem der 14 zwischen 1919 und 1921 zu Beiwagen umgebauten Weitzer-Triebwagen des Baujahrs 1899. Konstruktiv besteht eine enge Verwandtschaft zu den gleichzeitig entstandenen Triebwagen des Typs F. Über seine saisonale Verwendung als Schneepflug (rumänisch Vagon cu plug de zăpadă) hinaus diente das Fahrzeug in erster Linie als Gütertriebwagen für interne Transporte. Anfangs erfolgte die Stromabnahme über einen Bügelstromabnehmer, erst im Zuge des Modernisierungsprogramms der Jahre 1956 bis 1960 erhielt der Wagen seinen heutigen Scherenstromabnehmer. Zudem war er ursprünglich dunkelgrün lackiert, seine heutige gelb-weiße Lackierung erhielt das Fahrzeug erst in der ersten Hälfte der 1970er Jahre.
Der Schneepflug besaß ursprünglich keine Betriebsnummer. Erst als in der zweiten Hälfte der 1960er Jahre erhielt er die Betriebsnummer 1 zugeteilt. Ab 1972 bezeichnete die Straßenbahngesellschaft das Fahrzeug schließlich als V.S.1. Die Abkürzung V.S. wurde damals auch für alle anderen motorisierten Arbeitswagen eingeführt und stand für vagon de serviciu, das heißt Dienstwagen. Sie diente der Abgrenzung zu den damals neu abgelieferten Timiș-2-Beiwagen, deren erste Vertreter 1972 mit den Nummern 1, 2 und 3 in Dienst gestellt wurden.
Anlässlich einer Neulackierung zum 125-jährigen Jubiläum der Straßenbahn Timișoara im Sommer 1994 verlor der Schneepflug die Bezeichnung V.S.1 wieder und führt seither gar keine Betriebsnummer mehr. Mittlerweile gilt er als Museumsfahrzeug und befindet sich als solches in der Obhut des Tramclubs Banat – T.C.B. Abgestellt ist der Schneepflug in der Regel auf dem Gelände des planmäßig nicht mehr genutzten Straßenbahndepots am Bulevardul Take Ionescu.
1996 war der Triebwagen ferner anlässlich des 90-jährigen Jubiläums der Straßenbahn Oradea dorthin ausgeliehen, wo er unter anderem an einer Wagenparade teilnahm.